# Президент (Рик и Морти)
Президент (англ. The President) — персонаж американского комедийного научно-фантастического мультсериала для взрослых «Рик и Морти». Создан Уэсом Арчером и Томом Кауффманом на основе президентов США Барака Обамы и Дональда Трампа, озвучен Китом Дэвидом.
Президент находится в отношениях любви-ненависти с Риком Санчесом, часто чередуя призывы к нему и его внуку Морти Смиту защитить Америку от различных угроз с попытками арестовать или убить его. В альтернативной реальности, представленной в эпизоде «Срань будущего: Прикзрак в мортпехах», президента зовут М. Ромни (M. Romney, отсылка к Митту Ромни); а в серии «Дед благодарения» к президенту кратко обращаются как к Президенту Кёртису (President Curtis). Известный своим грубым и резким характером, персонаж получил положительную оценку критиков.

## Разработка
Персонаж был создан Уэсом Арчером и Томом Кауффманом для эпизода второго сезона «Рика и Морти» под названием «Пора швифтануться», первоначально написанного как общий безымянный вариант для действующего тогда президента США Барака Обамы. В сентябре 2017 года Дэн Хармон подтвердил, что написание эпизода для конца третьего сезона сериала происходило во время продолжавшейся в то время президентской кампании Дональда Трампа. Вдохновением для появления персонажа в серии «Рикчжурский мортидат» послужила «идея карикатурно плохого президента» в противовес его первоначальному изображению, после того, «как президентская власть вышла из-под контроля»; к моменту выхода эпизода в эфир в октябре 2017 года Трамп был избран и занимал свой пост почти год. Кит Дэвид, озвучивающий персонажа, ранее озвучивал вымышленную версию самого себя в роли вице-президента США в видеоигре Saints Row IV 2013 года и Обратного Жирафа в эпизоде «Вспомнить Вэ Сэ Йо».

## Появления
Впервые упоминается в эпизоде «М. Найт Шьямал-Инопланетяне!».
Первое полноценное появление состоялось в серии «Пора швифтануться». Далее появился в эпизодах «Рикчжурский мортидат», «Спрей рикависимости», «Дед благодарения».

## Приём
Inverse высоко оценил образ президента в серии «Рикчжурский мортидат», назвав его «раздражительным взрослым ребёнком, который не выносит критики или неповиновения», и сравнил его с Дональдом Трампом в «Пора швифтануться», назвав финальную схватку персонажа с Риком «единственной величайшей последовательностью действий в истории „Рика и Морти“».